# Calle Imagen (Sevilla)
La calle Imagen es una vía pública de la ciudad española de Sevilla.

## Descripción
La vía discurre desde la plaza de la Encarnación hasta la de San Pedro. Debe el título a una imagen de la Virgen María que en ella había. Aparece descrita en la Noticia histórica del origen de los nombres de las calles de esta ciudad de Sevilla (1839) de Félix González de León con las siguientes palabras:

Calle de la Imágen. Es divisoria de los cuarteles B. y D. y corresponde á la parroquia de san Pedro: una antigua pintura de la santísima virgen colocada en una de sus paredes le dió el nombre; es estrecha y pasa desde la plaza de la Encarnacion, á la plazoleta de san Pedro. La pintura hace algunos años que se quitó de esta calle.
(González de León, 1839, p. 334)